# 国鉄ホキ6700形貨車
国鉄ホキ6700形貨車（こくてつホキ6700がたかしゃ）は、1964年（昭和39年）から製作された、セメントクリンカ専用の 35 t 積 貨車（ホッパ車）である。
私有貨車として製作され、日本国有鉄道（国鉄）に車籍編入された。1987年（昭和62年）4月の国鉄分割民営化後は日本貨物鉄道（JR貨物）に車籍を承継された。

## 概要
ホキ6700形はセメントクリンカ輸送用として1964年（昭和39年）2月28日から1973年（昭和48年）2月2日にかけて新三菱重工業、若松車輛にて65両（ホキ6700 - ホキ6764）が製作された。
所有者は、三菱セメント 1社のみであった。その後社名変更があり三菱セメント→ 三菱鉱業セメント→三菱マテリアルになった。  
日田彦山線の石原町駅を常備駅として、鹿児島本線の外浜駅の間を原料輸送に運用された。
セメントクリンカを専用種別とする貨車は本形式とホキ6800形（106両）の2形式のみである。
底開き式有蓋ホッパ車であり、荷役方式はホッパ上部の屋根扉より上入れ、自重落下式による下出し（レール内側）であった。取出口は車体中央のハンドル操作により4箇所の底扉が同時に開閉する構造であった。
全長は10,700 mm、全幅は2,740 mm、全高は3,556 mm、台車中心間距離は7,100 mm、実容積は23.8 m3、自重は16.3 t、換算両数は積車5.0、空車1.6、台車はTR41Cであった。
1987年（昭和62年）4月の国鉄分割民営化時には全車の車籍がJR貨物に継承され、1995年（平成7年）度末時点では全車健在であったが、2002年（平成14年）3月に全車一斉に廃車になり形式消滅した。

## 年度別製造数
各年度による製造会社と両数、所有者は次のとおりである。（所有者は落成時の社名）
- 昭和38年度 - 21両
  - 新三菱重工業 21両 三菱セメント （ホキ6700 - ホキ6720）
- 昭和40年度 - 12両
  - 三菱重工業 12両 三菱セメント （ホキ6721 - ホキ6732）
- 昭和41年度 - 10両
  - 三菱重工業 7両 三菱セメント （ホキ6733 - ホキ6739）
  - 若松車輌 3両 三菱セメント （ホキ6740 - ホキ6742）
- 昭和47年度 - 22両
  - 若松車輌 22両 三菱セメント （ホキ6743 - ホキ6764）